# Xysticus illaudatus
Xysticus illaudatus là một loài nhện trong họ Thomisidae.
Loài này thuộc chi Xysticus. Xysticus illaudatus được Dmitri Viktorovich Logunov miêu tả năm 1995.